# Kappa Herculis A
Kappa Herculis A (κ Herculis A / 7 Herculis A / HD 145001 / HR 6008) es una estrella en la constelación de Hércules de magnitud aparente +5,00.
Visualmente separada 27 segundos de arco de Kappa Herculis B, actualmente se piensa que las dos estrellas no están físicamente relacionadas, constituyendo una doble óptica.
Mientras que Kappa Herculis A se encuentra a 388 años luz del sistema solar, Kappa Herculis B se halla a 471 años luz, si bien esta última medida está asociada a un amplio margen de error.
Las dos estrellas son ocasionalmente conocidas como Marfik o Marsic, cuya raíz árabe más original es "Al Marfi" —«el codo», por su posición en la figura del héroe—, nombre utilizado también para designar a λ Ophiuchi.
Kappa Herculis A es una gigante amarilla de tipo espectral G8 III con una temperatura de 4990 K. Su luminosidad es 150 veces mayor que la luminosidad solar y, como gigante que es, tiene un diámetro 16 veces más grande que el del Sol. Su período de rotación es igual o inferior a 80 días.
Posee una metalicidad un 30% inferior a la del Sol.
Su masa es 3 veces mayor que la masa solar y su edad se estima en 400 millones de años.
Por otra parte, una tenue estrella de magnitud +13,6 a poco más de un minuto de arco de Kappa Herculis A, sí parece formar un sistema binario con ella.
Probablemente sea una enana naranja, separada al menos 7500 UA de la brillante gigante amarilla, cuyo período orbital estaría por encima de los 340.000 años.